# Зіндер
Зіндер (фр. Zinder) — місто в південній частині Нігеру. Є адміністративним центром регіону Зіндер. Друге за величиною місто цієї країни. За даними 2013 року в місті проживало 261 330 осіб.

## Географії
Розташоване недалеко від кордону з Нігерією, за 861 км на схід від міста Ніамей (столиця Нігеру) та за 240 км на північ від міста Кано (Нігерія).

### Клімат
Місто знаходиться у зоні, котра характеризується кліматом помірних степів та напівпустель. Найтепліший місяць — травень із середньою температурою 33.3 °C (92 °F). Найхолодніший місяць — січень, із середньою температурою 21.7 °С (71 °F).
| Клімат Зіндера          | Клімат Зіндера | Клімат Зіндера | Клімат Зіндера | Клімат Зіндера | Клімат Зіндера | Клімат Зіндера | Клімат Зіндера | Клімат Зіндера | Клімат Зіндера | Клімат Зіндера | Клімат Зіндера | Клімат Зіндера | Клімат Зіндера |
| Показник                | Січ.           | Лют.           | Бер.           | Квіт.          | Трав.          | Черв.          | Лип.           | Серп.          | Вер.           | Жовт.          | Лист.          | Груд.          | Рік            |
| Абсолютний максимум, °C | 37             | 40             | 42             | 43             | 43             | 43             | 40             | 42             | 42             | 40             | 40             | 38             | 43             |
| Середній максимум, °C   | 27             | 31             | 35             | 38             | 38             | 37             | 33             | 32             | 34             | 36             | 32             | 28             | 33             |
| Середня температура, °C | 21             | 25             | 28             | 32             | 33             | 32             | 29             | 28             | 29             | 30             | 26             | 22             | 28             |
| Середній мінімум, °C    | 15             | 17             | 22             | 26             | 27             | 26             | 24             | 23             | 24             | 23             | 20             | 16             | 22             |
| Абсолютний мінімум, °C  | 8              | 7              | 12             | 17             | 17             | 20             | 20             | 17             | 18             | 15             | 7              | 7              | 7              |
| Днів з опадами          | 0              | 0              | 1              | 1              | 2              | 3              | 7              | 9              | 4              | 1              | 0              | 1              | 29             |
| Днів з дощем            | 0              | 0              | 1              | 1              | 2              | 3              | 7              | 9              | 4              | 1              | 0              | 1              | 29             |
| ----------------------- | -------------- | -------------- | -------------- | -------------- | -------------- | -------------- | -------------- | -------------- | -------------- | -------------- | -------------- | -------------- | -------------- |
| Джерело: Weatherbase    |                |                |                |                |                |                |                |                |                |                |                |                |                |

## Історія
До середини XIX століття — столиця султанату Дамагарам і важливий торговий пункт для племен хауса, туарегів, фульбе та канурі. Пізніше, до 1927 року, Зіндер був столицею французької колонії Нігер.

## Пам'ятки
Місто відрізняється незвичайною архітектурою. У найстарішому кварталі Бірн — квадратні будинки з геометричним орнаментом і розписом. У місті є колишній палац султана з рельєфними прикрасами. Також у місті є квартал Зенгу, населений переважно плем'ям хауса, і Нове місто — на даний час економічний центр Зіндера. Аеропорт «Зіндер» (ZND) розташований за декілька кілометрів на північний захід від міста.

## Спорт
У місті знаходиться футбольний клуб Шака (FC Shaka), проте ні спортивних досягнень, ні відомих імен у команди немає. Домашня арена — «Arène de lutte» — звичайний майданчик для різноманітних видів спорту.

## Галерея

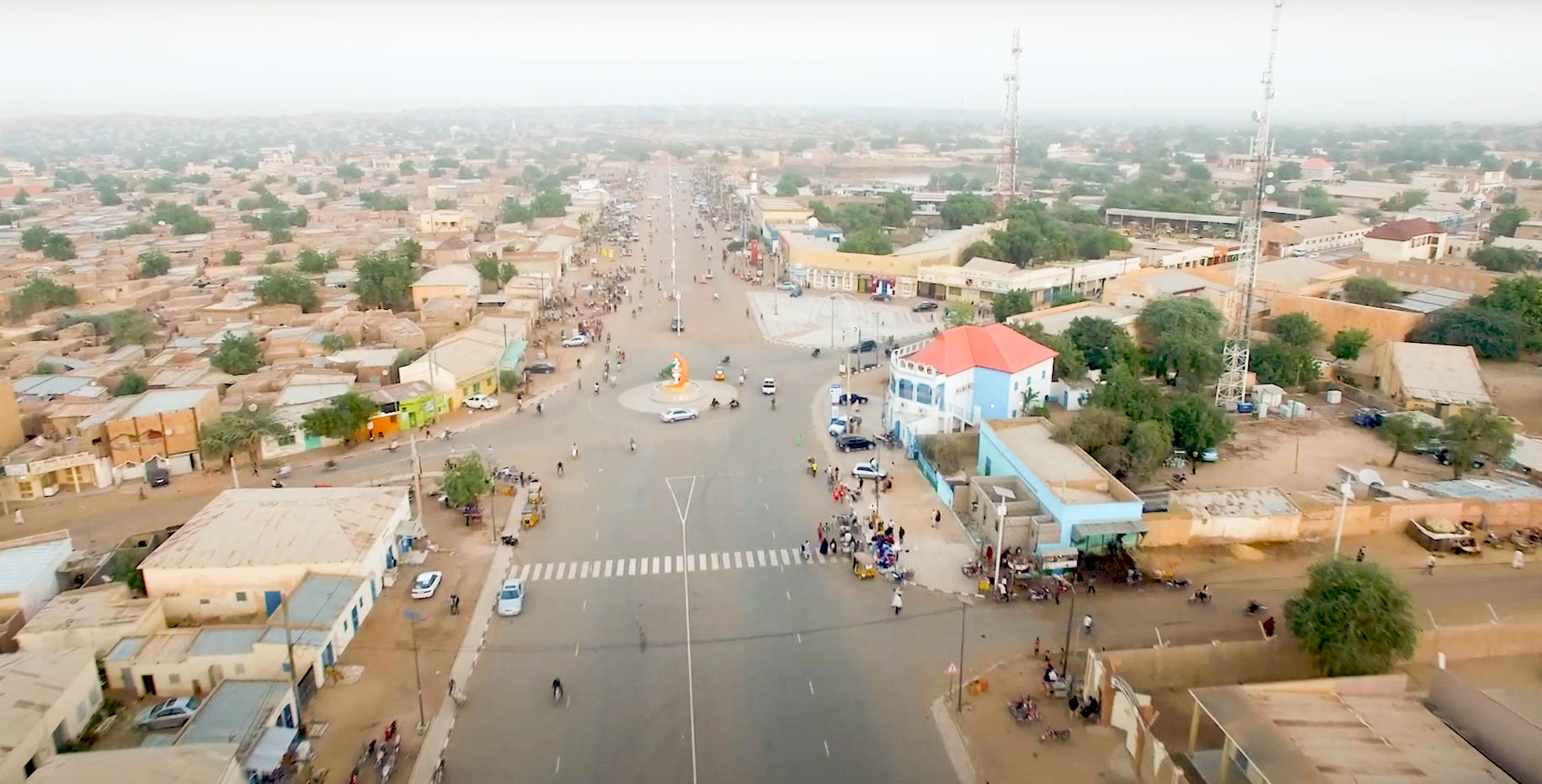
Центр міста
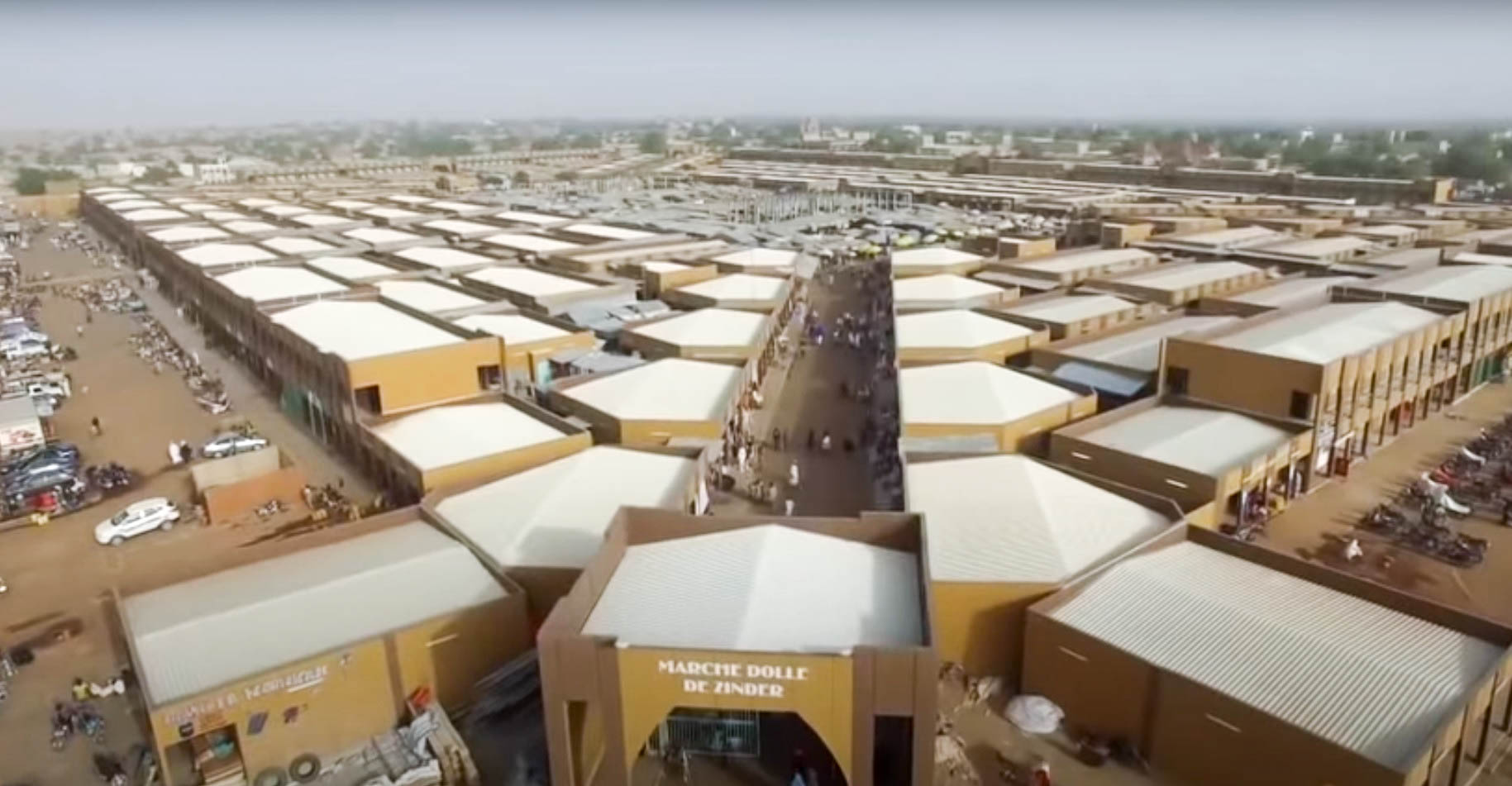
Базар Доле
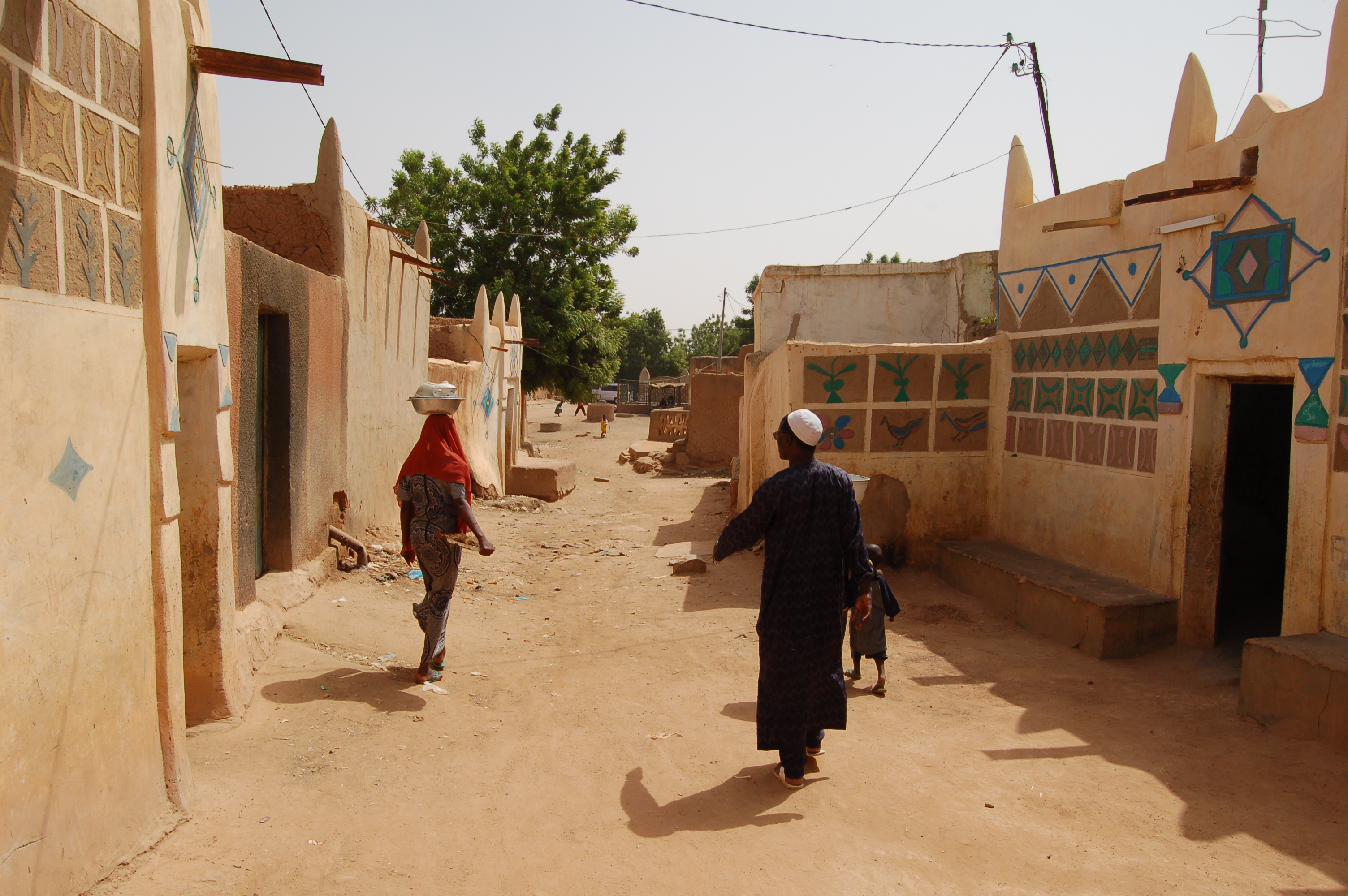
Традиційна архітектура Хауса
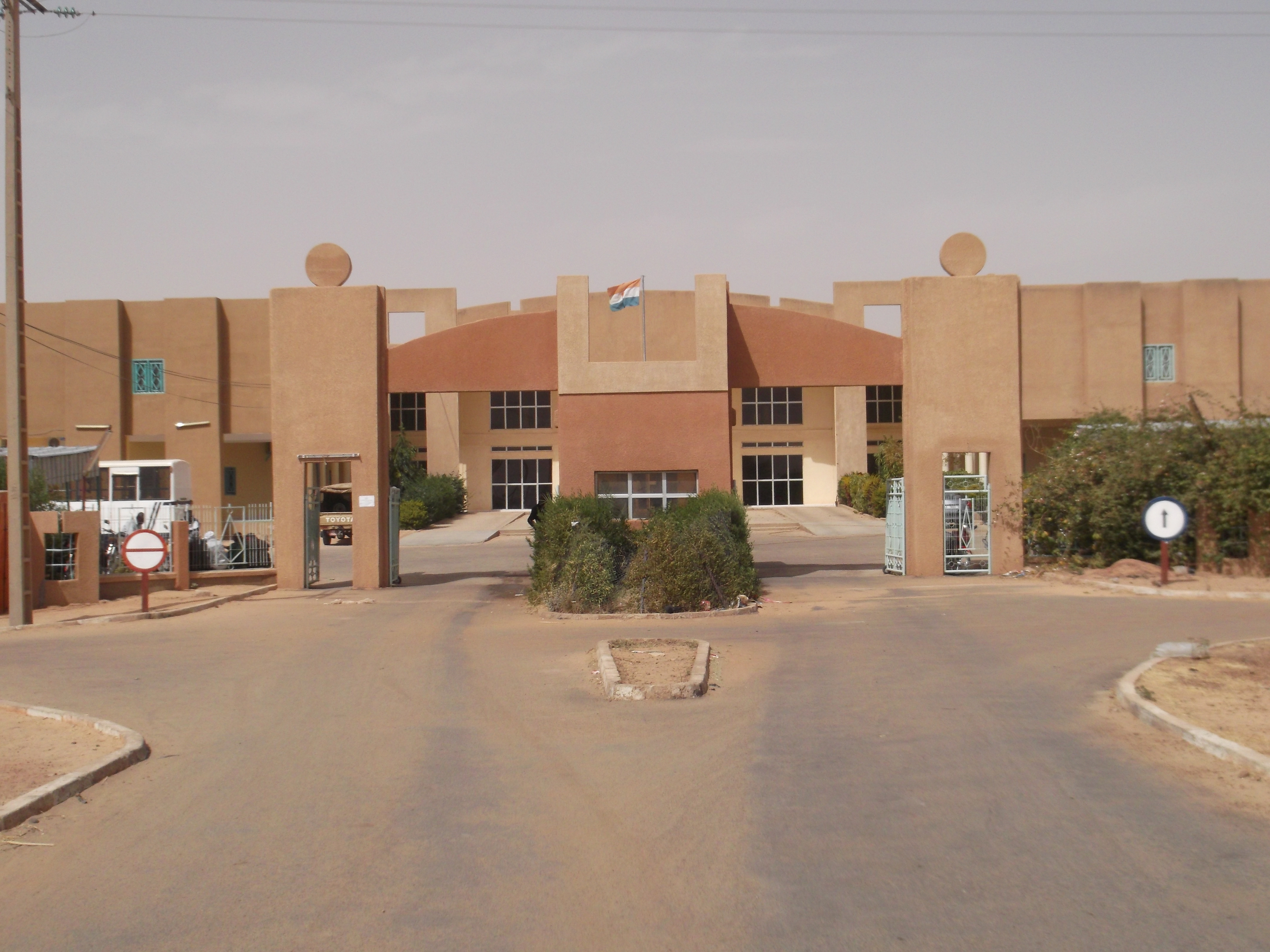
Університет Зіндеру
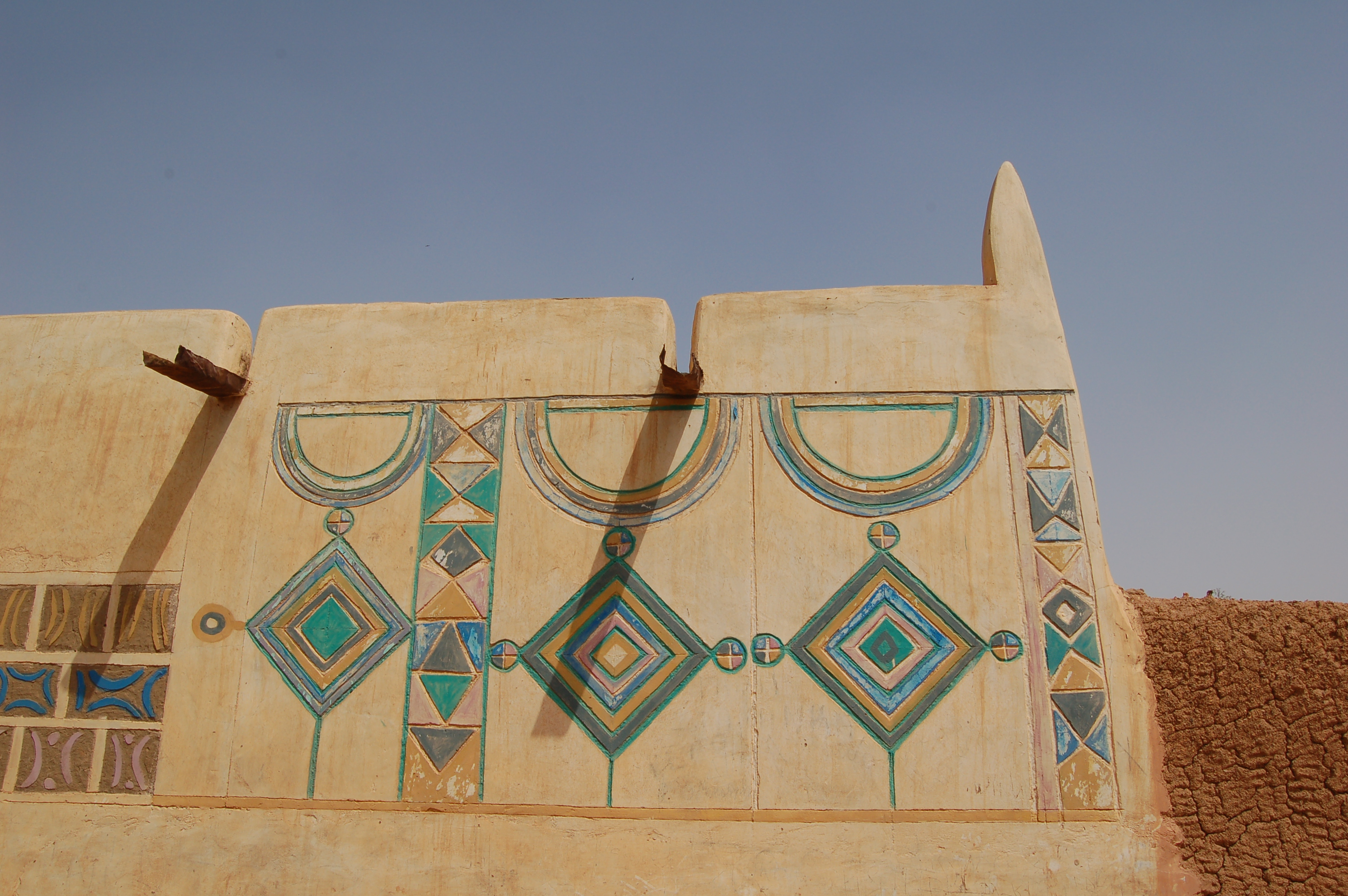
Багато будівель в місті декоровані традиційними символами
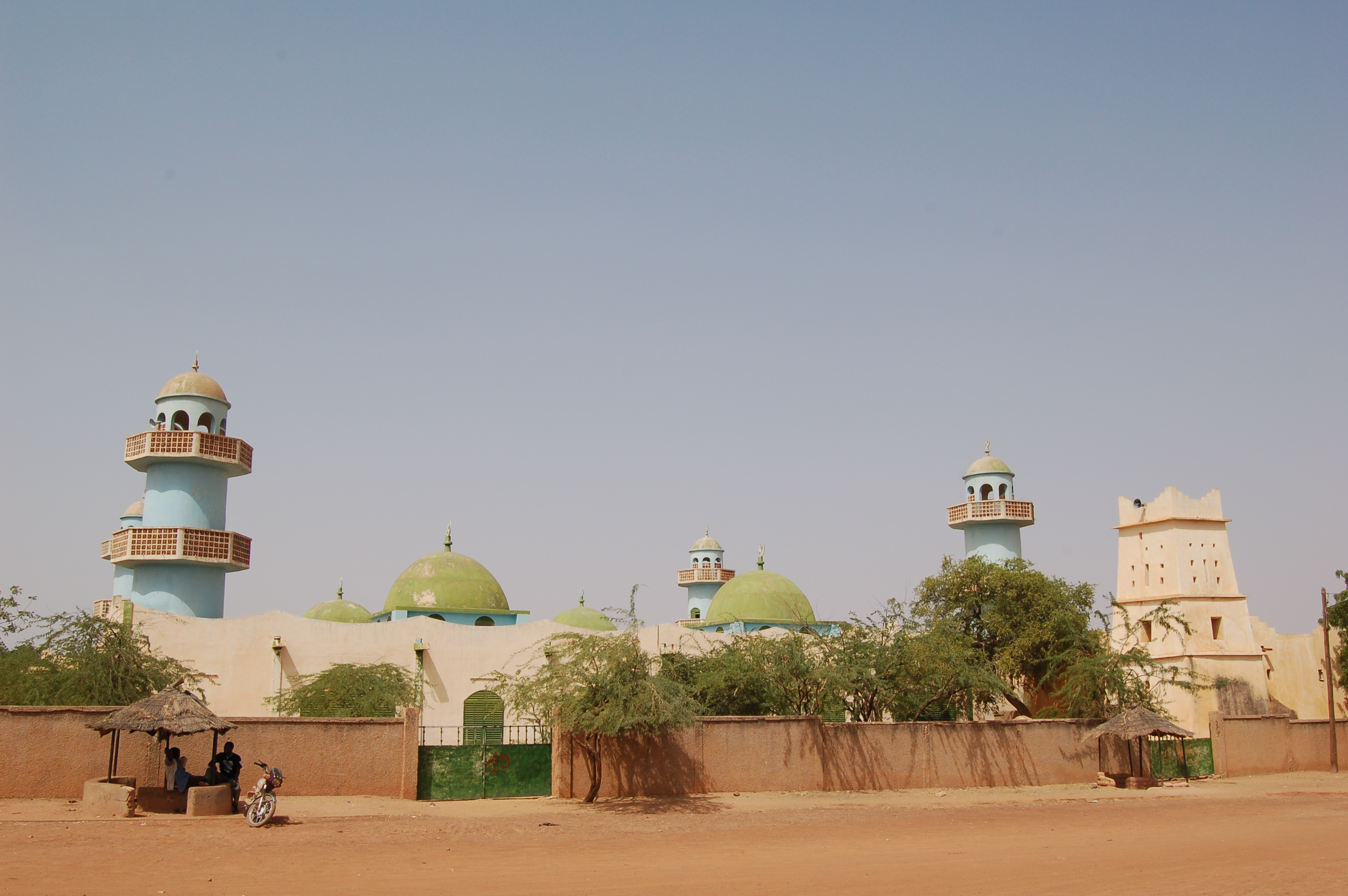
Гранд-мечеть в Зіндері